# Vaught-Hemingway Stadium
Vaught–Hemingway Stadium at Hollingsworth Field es un Estadio ubicado en la ciudad de Oxford, Misisipi en Estados Unidos. El estadio es sede del equipo Ole Miss Rebels de la Universidad de Misisipi.
El estadio lleva el nombre de Johnny Vaught y el juez William Hemingway. Desde su expansión en 2016, es el estadio más grande del estado de Misisipi con una capacidad de 64 038 y también tiene el récord estatal de asistencia en 66 176.
- Datos: Q3555083
- Multimedia: Vaught-Hemingway Stadium / Q3555083